# Isla de Benidorm
La isla de Benidorm o islote de Benidorm, también conocida como isla de los periodistas, es una pequeña isla situada frente a la costa de la localidad valenciana de Benidorm (Alicante, España). Posee un elevado interés ecológico, paisajístico y medioambiental. Se encuentra a unas dos millas náuticas del puerto de Benidorm. Su superficie es de 7 ha y tiene una longitud cercana a los 400 m. Por su localización y estructura se considera que es una continuación de la próxima Sierra Helada.
Actualmente no tiene población estable, dado que allí no duermen ni los empleados del restaurante ni los tripulantes de los barcos que hacen el trayecto desde el puerto de Benidorm.

## Historia
En el año 1834 la isla servía como refugio a varias familias de Benidorm y Villajoyosa, huidas de sus poblaciones ante una epidemia de cólera. Siglos antes, los piratas la utilizaban como base para sus ataques a poblaciones costeras.
La isla siempre ha tenido una gran riqueza piscícola y un fondo submarino muy codiciado por buceadores y submarinistas. La explotación de sus aguas siempre estuvo reservada a Benidorm hasta el año 1506, cuando el Rey Fernando hizo extensivo este privilegio también al pueblo de Villajoyosa. Ambos pueblos se fueron turnando este derecho diariamente. Benidorm los días impares y Villajoyosa los pares.
Se trató de vender la isla mediante subastas públicas hasta en dos ocasiones, en 1930 y 1935. Sin embargo, gracias a la presión de los pescadores y los ayuntamientos de Benidorm y Villajoyosa se logró cancelar la privatización de esta en ambas ocasiones.

## Flora y fauna

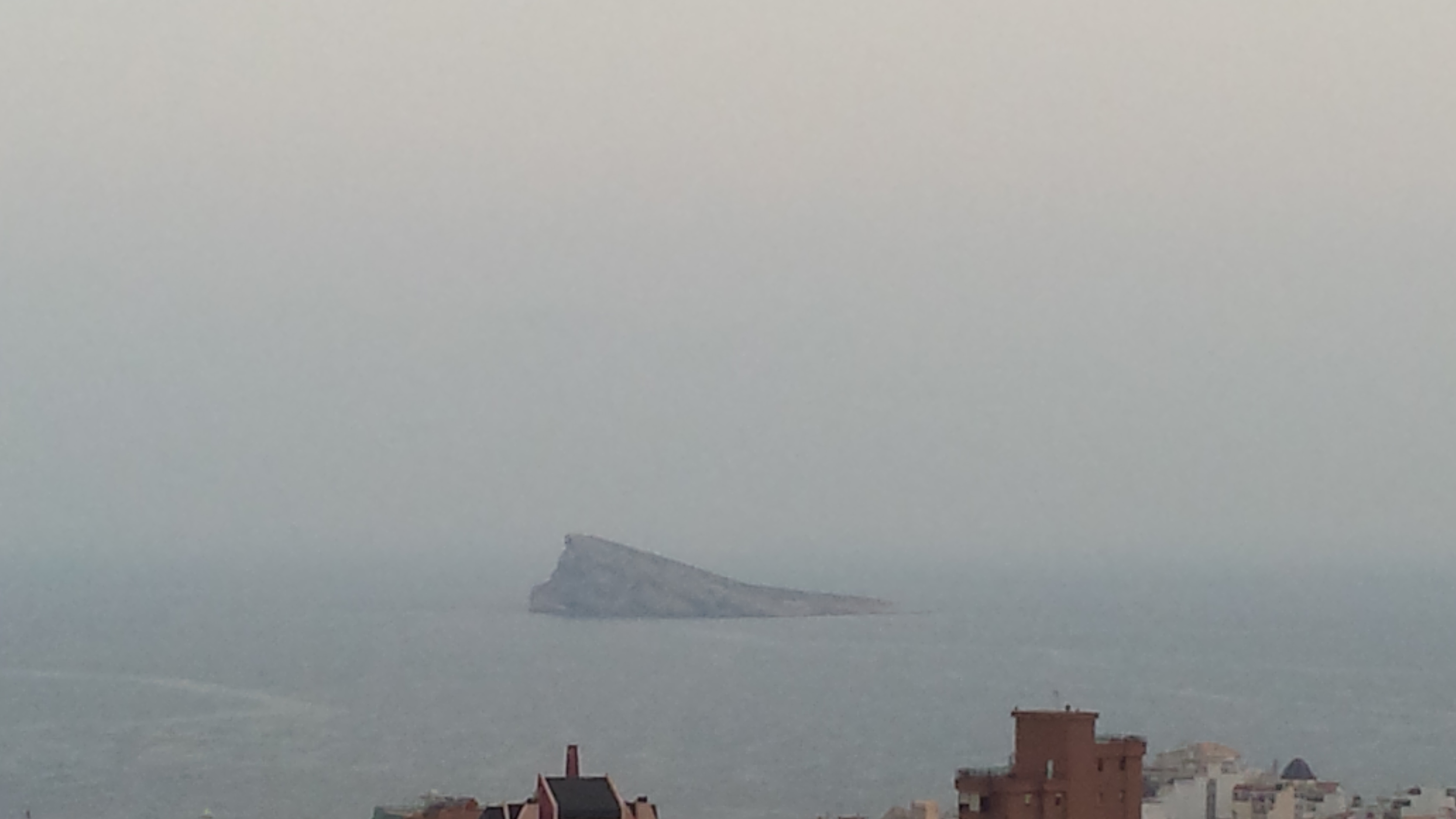
Vista de la isla de Benidorm desde un rascacielos de la ciudad

Entre las aves que anidan en la isla destaca el paiño común. La fauna también la componen la lagartija ibérica, el vencejo pálido, la curruca cabecinegra y el halcón peregrino, entre otras especies.
Respecto a la flora de la isla destaca el acebuche, el cambrón, la rosa de la virgen, la efedra, el malvavisco marino, la bufera, el espino blanco, la sosa fina, la cebolla albarrana, la vara de San José, etc.[cita requerida]

## El bajo de la Llosa
Es una montaña submarina que se sitúa aproximadamente 300 m al sur de la isla, a la que se asemeja por su aspecto y colocación. Su parte más alta queda a unos 7 m de la superficie, mientras que en su base se alcanzan profundidades superiores a los 30 m.
Las condiciones ambientales de luminosidad e hidrodinamismo, unidas a la heterogeneidad espacial, conforman un hábitat de singular importancia. Es frecuentado por especies depredadoras como la serviola (Seriola dumerili), el espetón (Sphyraena sphyraena), el dentón (Dentex dentex), la boga (Boops boops) y otros pequeños peces su principal alimento. Además, supone un valioso refugio para especies más sedentarias como morenas (Muraenidae), pulpos y distintas especies de sargos, entre otras. El componente vegetal está representado por diversas especies de algas fotófilas infralitorales.

## Leyenda de la isla de Benidorm

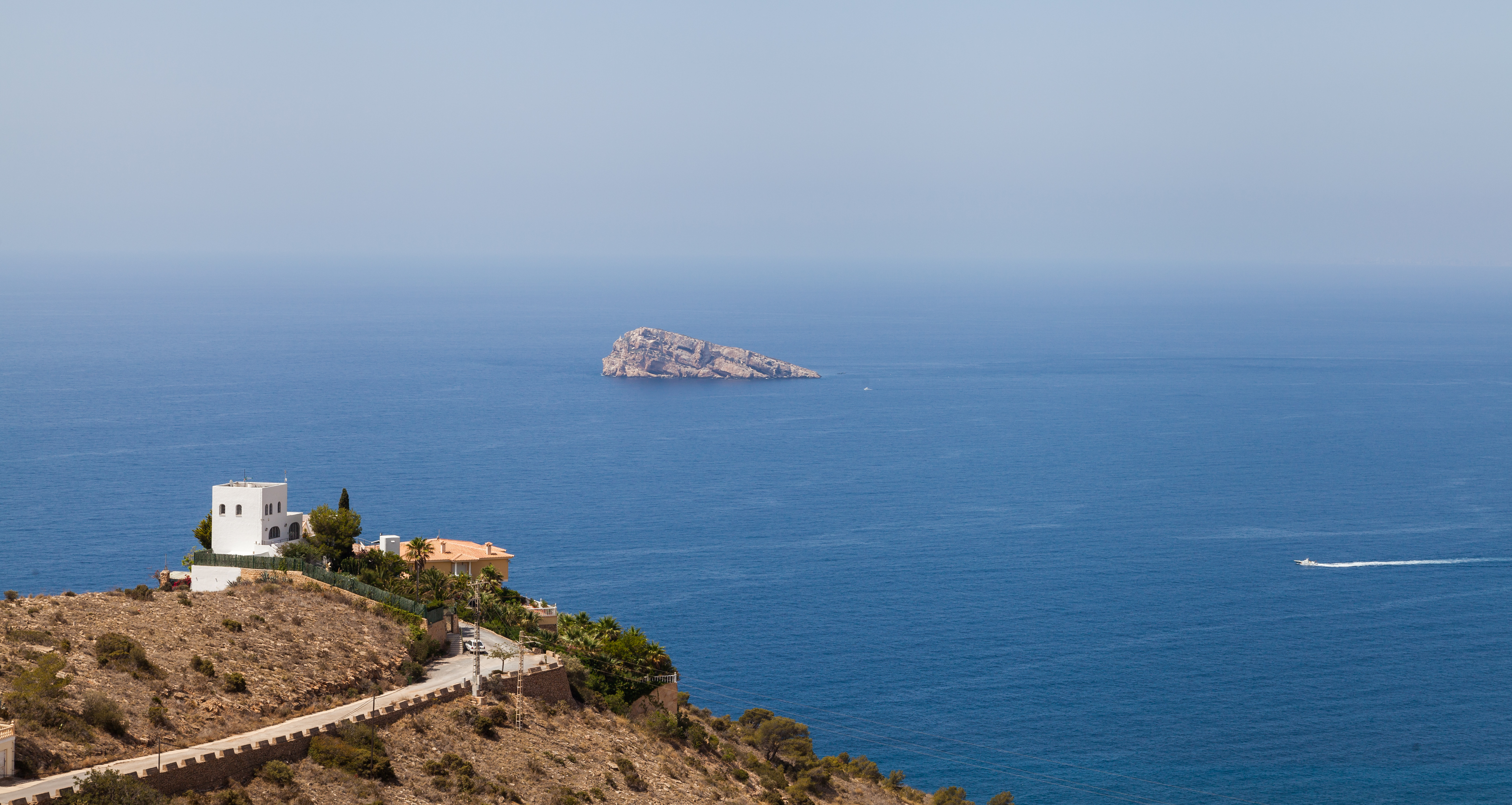
La isla vista desde la costa de Benidorm

Circulan historias mitológicas sobre su origen relacionadas con caballeros, gigantes, e ira divina.
- La leyenda más popular relata la historia de un caballero que se enamoró de una bella dama a la que amó profundamente, pero no se atrevió a cortejar, por lo que durante meses pasó por la fuente del pueblo para observar disimuladamente a la joven recoger el agua. Sin embargo, una mañana el caballero esperó y esperó, pero la joven no apareció, por lo que preocupado, fue en busca de su amada para tristemente descubrir que había caído enferma. En aquel momento, en lo alto de la gran montaña, conocida como Puig Campana, vivía un temido pero sabio Brujo, por lo que el caballero decidió arriesgar su vida para subir la gran montaña y así poder consultar al temido Brujo el padecer de su amada, usando como principal arma, la esperanza de la posible recuperación de la joven. Tras alcanzar la dura cima de la montaña pasando por un sinfín de dificultades, rogó al Brujo que le diera la respuesta de la cura para la enfermedad de su amada; el Brujo le dijo que no había nada que hacer, el caballero suplicó por una mejor respuesta, a lo que el Brujo le contestó con una mirada gélida y distante, que no perdiera más el tiempo, que asumiera la realidad y que aprovechara el poco tiempo que le quedaba para disfrutar con la compañía de la muchacha, puesto que al ponerse el sol la joven moriría irremediablemente, pues así estaba escrito en las estrellas y así se dispondría. Observó en silencio unos segundos el anciano rostro del distante Brujo y de repente, tomó consciencia de la cruda realidad, asumiendo que poco más podía hacer salvo tratar de compartir con su amada el poco tiempo que le quedaba.

Habiendo asumido el funesto sino de la joven, reparó en todas las horas malgastadas tras el largo día en la montaña, por lo que consumido por la desesperación sacó su espada y asestó un golpe a la montaña rompiendo un fragmento de la misma, que cayó al mar, dando lugar a la isla de Benidorm; de ese modo, logró que ese día el sol se pusiera un poco más tarde, ya que cuando el sol pasara al otro lado de la alta montaña, seguiría iluminando a través de la hendidura creada(*) durante unos minutos más el pueblo donde se hallaba su amada, ofreciéndole unos pocos segundos más para bajar y así poder acompañar a la bella joven antes de que lanzara su último suspiro.
Tal y como había profetizado el anciano Brujo, ese triste día, tras el último rayo de luz que logró alcanzar el humilde pueblo, el caballero observó como el alma de la inocente muchacha, abandonaba la belleza de su frágil cuerpo recostado sobre la vieja cama de una casa de pescadores.
Esa misma noche, el caballero colocó el inocente cuerpo de la chica en una pequeña embarcación y subiéndose a la misma, se dirigió hacia la isla que la desesperación de su amor había creado en las hermosas costas de la bahía de Benidorm. Al encontrarse con la pequeña embarcación frente a la isla coronada por una luminosa luna llena de marfil, clavó su espada e hizo que su pequeña embarcación se hundiera permitiendo que las tranquilas aguas del Mediterráneo se llevaran sus almas, asumiendo así su destino y entregándose a aquella benévola luna blanca frente a la roca que fue obra de su amor.
- Otra leyenda habla de un caballero que habitaba en el lugar donde una linda chica vivía y todos los días la contemplaba, hasta que un día decidió hablar con ella; se enamoraron, tuvieron una cita en la cima de la montaña, pero la chica no apareció. Iba pasando el tiempo y seguía sin aparecer, entonces se cansó de esperar y dio una fuerte patada a la montaña, bajó y fue a buscar a su amada. Cuando fue a su casa se la encontró enferma. El caballero conocía a un brujo y fue hasta él, pero el brujo le dijo que no podía hacer nada. Por más que el caballero le suplicó desesperado, el brujo dijo que ella moriría cuando saliera el sol. El caballero pasó todo ese tiempo con la chica, pero ésta al final murió.
- Otra variante de la leyenda, es que esa montaña era habitada por un gigante que se enamoró de una hermosa joven del pueblo de Finestrat, por lo que la secuestró y la subió a su hogar. La gente del pueblo se reunió y la rescató, provocando entonces que el gigante se enfadara; pegó una patada a la montaña y lanzó un fragmento de la misma sobre el mar, creando la isla de Benidorm.[10]
- Existen otras historias sobre batallas entre moros y cristianos, un rayo que lanzó Dios... y hay otras leyendas que citan a Roldán, un caballero de Carlomagno.[11] Las leyendas referentes a Roldán tienen su origen en un paso que hay en los Pirineos(***), donde según la tradición popular el caballero cortó un trozo de montaña para observar por última vez su amada patria y para permitir el paso de su ejército desde el reino de Francia. La leyenda original sería más parecida a la primera, pero debido a los flujos migratorios y a la cantidad de turismo que recibe la zona de la Marina Baixa (comarca donde se sitúa Benidorm), a partir de los años sesenta la leyenda sufrió muchas variantes y se deformó hasta llegar a nuestros días con todas las historias que se cuentan.[12]

(*)Conocido por la gente de la zona como el diente que le falta a la montaña, ya que se considera que el Puig Campana es una montaña sin diente y el diente que le falta es la isla de Benidorm.
(***)La Brecha de Roldán, abertura pétrea en el parque nacional de Ordesa y Monte Perdido